# Балтушникас, Альгимантас
Альгимантас Балтушникас (лит. Algimantas Baltušnikas; 5 сентября 1934, Vėžiškiai, Паневежское районное самоуправление — 18 февраля 2012, Каунас) — советский литовский легкоатлет, специалист по метанию диска. Выступал на всесоюзном уровне в 1950-х и 1960-х годах, трёхкратный чемпион СССР, двукратный серебряный призёр Спартакиады народов СССР, многократный победитель первенств всесоюзного и республиканского значения, бывший рекордсмен СССР. Представлял Каунас и спортивное общество «Жальгирис». Тренер и преподаватель.

## Биография
Родился 5 сентября 1934 года в деревне Вежишкяй Паневежского уезда. В 1948 году вместе с семьёй был депортирован в Бурято-Монгольскую ССР, где проживал вплоть до 1956 года. По возвращении на родину поступил в Государственный институт физического воспитания в Каунасе, который окончил в 1960 году.
Заниматься лёгкой атлетикой начал ещё в ссылке, в Каунасе продолжил спортивную карьеру, проходил подготовку под руководством тренера Алоизаса Арлаускаса. Выступал за добровольное спортивное общество «Жальгирис».
С конца 1950-х годов входил в число сильнейших литовских дискоболов, пять раз выигрывал первенство Литовской ССР, трижды обновлял рекорд республики.
Первого серьёзного успеха на всесоюзном уровне добился в сезоне 1957 года, когда на чемпионате СССР в Москве с результатом 54,83 превзошёл всех соперников в зачёте метания диска и завоевал золотую награду.
В 1958 году в той же дисциплине стал бронзовым призёром на чемпионате СССР в Таллине.
В 1959 году на чемпионате страны в рамках II летней Спартакиады народов СССР в Москве выиграл серебряную медаль, уступив только москвичу Отто Григалке.
На чемпионате СССР 1960 года в Москве вновь был лучшим в программе метания диска.
В 1961 году победил на чемпионате СССР в Тбилиси, установив при этом всесоюзный рекорд — 57,93 метра.
В 1963 году занял третьем место в матчевой встрече со сборной США в Москве, на чемпионате страны в рамках III летней Спартакиады народов СССР в Москве получил серебро.
Несмотря на высокие результаты, победы на чемпионатах СССР и всесоюзные рекорды, Балтушникас, будучи бывшим ссыльным, не имел возможности выступать на крупных международных турнирах за рубежом.

Но в сборной СССР почему-то зажимают прибалтов. Литовец Альгис Балтушникас, которого я хорошо знаю — выступал за Бурятию в Москве и Нальчике, — единственный из наших, мог бы выйти в финал метания диска на Олимпиаде в Риме. Его личный рекорд за 57 м. Но перестраховщики послали тройку: Буханцов, Трусенёв, Компанеец. Эти доморощенные тигры, попадая за границу, превращаются в облезлых кошек. Мандраж прохватывает их, а более сильных прибалтов не пускают. У них «анкеты хромают»: Балтушникас — из семьи высланных из Литвы в Забайкалье.— Владимир Бараев
После завершения спортивной карьеры Альгимантас Балтушникас проявил себя как тренер и преподаватель. В 1963—1968 годах преподавал в Каунасском политехническом институте, с 1968 года — в Каунасском техническом колледже. Среди его воспитанников такие титулованные спортсмены как Римантас Плунге и Бернардас Бурокас.
Умер 18 февраля 2012 года в Каунасе в возрасте 77 лет.